# Dos Veredas
Dos Veredas är en ort i Mexiko.   Den ligger i kommunen Acajete och delstaten Veracruz, i den sydöstra delen av landet, 220 km öster om huvudstaden Mexico City. Dos Veredas ligger 2 608 meter över havet och antalet invånare är 177.
Terrängen runt Dos Veredas är huvudsakligen kuperad, men söderut är den bergig. Runt Dos Veredas är det ganska tätbefolkat, med 90 invånare per kvadratkilometer. Närmaste större samhälle är Xalapa, 17,2 km öster om Dos Veredas. I omgivningarna runt Dos Veredas växer i huvudsak blandskog.